# Amor prohibido
Albums de Selena
Entre a mi mundo
(1992) Dreaming of you
(1995)
Singles
1. Amor prohibido (en)[v 1]
Sortie : 13 avril 1994
2. Bidi bidi bom bom (en)[v 2]
Sortie : 13 août 1994
3. No me queda más (en)[v 3]
Sortie : 10 novembre 1994
4. Fotos y recuerdos (en)
Sortie : 14 février 1995

Amor prohibido en français : « Amour défendu » est le quatrième album studio de la chanteuse américaine Selena, sorti le 13 mars 1994 chez EMI Latin. Ayant atteint un grand nombre de fans, le label s'est efforcé d'élargir son audience avec la prochaine sortie en studio. Ayant éprouvé des difficultés à écrire un nouveau tube après « Como la flor » (1992), le frère de Selena, A. B. Quintanilla, a fait appel aux membres du groupe Ricky Vela et Pete Astudillo pour écrire les chansons de l'album. L'album qui en résulte a un son plus mûr, avec une production expérimentale qui mélange divers styles musicaux, de la ranchera à la musique hip-hop. Amor prohibido est un album de cumbia tejano modernisé avec une production riche en synthétiseurs utilisant un style minimaliste qui était la quintessence de la musique tejano du début des années 1990.
Les chansons de l'album traitent des relations dysfonctionnelles et instables; leurs paroles explorent l'amour non partagé, l'infidélité et la division sociale. Avec relativement peu de chansons d'amour, Amor prohibido raconte les luttes et les triomphes d'une femme à la suite de relations infructueuses avec des hommes qui luttent pour s'engager. L'album a poursuivi la série de singles de la chanteuse qui a été numéro un du palmarès des Hot Latin Songs du Billboard américain avec la chanson intitulée « Amor prohibido (en) » — qui est devenue le single latin américain le plus réussi de 1994, un exploit qu'elle a répété l'année suivante avec « No me queda más (en) ». En plus de ce dernier, « Bidi bidi bom bom (en) » et « Fotos y recuerdos (en) » sont également en tête du hit-parade latin américain et, avec « Si una vez (en) », sont considérés comme les enregistrements phares de Selena.
Lorsque la tournée de l'album a battu les records d'audience à l'Astrodome de Houston et a attiré une foule record au Festival Calle Ocho de Miami, Selena a été reconnue comme l'un des plus grands groupes latino-américains en tournée à cette époque. Amor Prohibido est devenu le premier disque de tejano à atteindre la première place du classement Billboard Top Latin Albums, restant dans le top 5 pendant 98 semaines consécutives. L'album détient le record du plus grand nombre de semaines à la première place du classement Regional Mexican Albums du Billboard, avec 97 semaines non consécutives, ainsi que la tête du classement au cours de quatre années civiles différentes. Il a reçu des critiques élogieuses et est considéré comme le meilleur travail de Selena et comme le couronnement de son groupe. Le son de l'album a reçu les plus grands éloges, les critiques ont noté qu'il avait conservé son esprit novateur jusqu'au XXIe siècle. 'Amor Prohibido est considéré comme l'album qui a catapulté la musique tejano vers un succès grand public, ce qui a permis de la vendre à des auditeurs jusqu'alors peu familiers avec le genre. L'album  a été nommé pour le meilleur album mexicain-américain lors de la 37e édition des Grammy Awards en 1994. Le disque a été élu album de l'année aux Tejano Music Awards en 1995 et a reçu le prix Lo Nuestro du meilleur album mexicain régional, également en 1994.
Le 31 mars 1995, Selena a été assassinée par son amie et ancienne gérante de ses boutiques Selena Etc., Yolanda Saldívar. Le disque a réintégré le palmarès du Billboard 200, culminant au numéro 29, et a été certifié or par la Recording Industry Association of America (RIAA). En trois semaines, elle a été certifiée platine et a été re-certifiée par la RIAA comme 36× platine, ce qui représente 2,14 millions d'unités équivalentes à des albums vendus. Amor Prohibido est le deuxième album latin le plus certifié aux États-Unis, derrière son album posthume Dreaming of You en 1995, le quatrième album latin le plus vendu aux États-Unis, l'enregistrement tejano le plus vendu des années 1990, et reste l'enregistrement tejano le plus vendu de tous les temps. Ol a été classé parmi les enregistrements latins les plus essentiels des cinquante dernières années par le magazine Billboard. NPR (National Public Radio) a classé l'album 19e dans sa liste des cent-cinquante meilleurs albums réalisés par des femmes ; il s'agit de l'album le mieux classé par une artiste latine et du neuvième enregistrement le mieux classé par une femme de couleur.

## Production

### Contexte
Après la sortie du troisième album studio de Selena, Entre a mi mundo, et le lancement d'une boutique de vêtements en 1993, la chanteuse et son groupe ont commencé à travailler sur Amor prohibido,. Ayant atteint le succès et la base de fans que le président d'EMI Latin, José Behar, recherchait, Behar a cherché à capitaliser sur le large attrait de Selena pour le prochain album studio. Le label tient à utiliser un producteur lauréat d'un Grammy Award plutôt que le frère de la chanteuse, A. B. Quintanilla. Ce dernier connaît les goûts musicaux et la gamme vocale de Selena, mais il doit se surpasser pour rester son principal producteur de disques. Il a trouvé difficile de répondre aux attentes après le succès commercial d'Entre a mi mundo et de son single Como la flor qui a lancé sa carrière,,. Lorsqu'il rencontre les responsables de l'industrie du disque à New York et à Nashville, ils le poussent à proposer une autre chanson à succès. Pour lui, il était important que la musique qu'il produisait pour Selena reste fraîche. Il a souligné qu'il était impossible d'écrire une chanson à succès après Como la flor — comme il l'a dit à Billboard, « vous n'essayez pas de surpasser un succès, vous écrivez simplement un autre succès ». Comme pour les albums précédents, il a fait appel aux membres du groupe Selena y Los Dinos, Pete Astudillo et Ricky Vela, pour l'aider dans le processus d'écriture. Le résultat est un son plus mature pour Selena, avec un enregistrement et une production plus expérimentale que ses précédents travaux,. C'est le dernier album dont la production et la composition ont été confiées à Astudillo, qui s'est ensuite séparé de Los Dinos pour poursuivre une carrière solo.

### Enregistrement
Amor prohibido a été enregistré au studio de Manny Guerra (en) à San Antonio, au Texas, et a été conçu par Brian « Red » Moore. La production a duré six mois à partir du 17 septembre 1993,,. Le calendrier d'enregistrement a été serré autour des engagements de tournées et de l'ouverture des boutiques de Selena, comme le mari et guitariste de Selena, Chris Pérez, s'en souvient : « Je ne sais même pas comment nous avons réussi à trouver le temps de faire l'album suivant ». Selon Vela, les progrès se sont arrêtés et le groupe a dû se précipiter pour terminer la production en raison de l'approche d'une date limite. Il a ensuite fallu deux semaines pour terminer la post-production. Vela a déclaré qu'il était courant pour le groupe de répéter toute la musique avant les sessions d'enregistrement, car la séquence de production du groupe est restée inchangée pour Amor Prohibido. Selena et le groupe enregistraient leurs parties en studio après les avoir perfectionnées pendant la pré-production. A. B. Quintanilla les arrangeait et les mixait ensuite, en utilisant un AKAI MPC60 II pour le contrôle du timing et du tempo avant d'utiliser les instruments de mixage du studio. Il a fallu deux semaines à Selena pour enregistrer les dix titres de l'album.
Chris Pérez a fourni un compte rendu évocateur du travail avec Selena pendant les sessions d'Amor prohibido. Il a écrit que Selena ne se plaignait jamais dans le studio, ajoutant que la chanteuse n'était jamais récalcitrante aux changements. Elle arrivait souvent au studio pendant la production de l'album, « fredonnait un peu sa partie », puis se rendait au centre commercial en informant le groupe de ne pas s'inquiéter car elle « saurait quoi faire quand le groupe serait prêt à enregistrer ». Néanmoins, Pérez a expliqué que le groupe n'a jamais eu besoin d'approcher Selena pour des changements en studio, car elle s'est disciplinée et a enregistré ses voix tout en demandant une seconde prise afin d'« ajouter les petites harmonies qu'elle créait » pendant l'enregistrement. A. B. Quintanilla a décrit son propre processus créatif pendant les sessions dans une interview de 1994 avec KMOL. Il utilisait un magnétophone pour fredonner une mélodie avant de créer le titre et le concept d'une chanson. S'il se surprenait à fredonner un air le lendemain, « c'est qu'il est accrocheur », sinon il « ne l'utiliserait pas ». Il a également demandé du matériel à Rena Dearman, ancienne claviériste du groupe, qui lui a fourni plusieurs chansons. Il préférait I'll be alright et voulait que Selena enregistre la chanson pour Amor prohibido. Après qu'elle a été rejetée par EMI Latin parce qu'elle était incohérente avec le thème de l'album, A. B. a suggéré qu'elle pourrait être incluse dans le prochain enregistrement tejano de Selena.

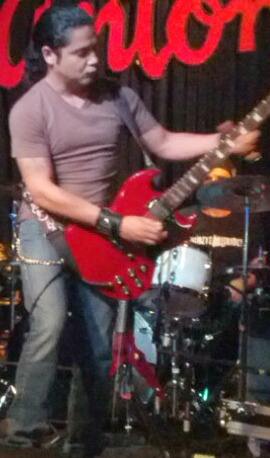
Chris Pérez (photo de 2012) a pris le contrôle créatif de « Ya No », ajoutant des riffs de guitare électrique et d'autres styles musicaux à l'enregistrement.

Une chanson, Bidi bidi bom bom (en), a été improvisée au cours d'une répétition, alors qu'elle ne comportait que peu ou pas de paroles. La batteuse du groupe, Suzette Quintanilla, la sœur de Selena, a déclaré que « nous faisions les fous » et a insisté sur le fait qu'après son frère a commencé à jouer un groove sur sa guitare, Selena a commencé à chanter, trouvant les paroles « au fur et à mesure que les idées lui venaient ». Cela a commencé par des paroles sur un poisson joyeux nageant librement dans l'océan, qu'Astudillo a comparé à une comptine, organisées autour d'un riff de guitare wah-wah qui a été improvisé par Pérez. Le morceau, alors appelé Itty Bitty Bubbles, est devenu un jam prolongé pendant les concerts du groupe pour éviter que les promoteurs ne réduisent leur rémunération pour avoir joué moins longtemps que promis. Selena a interprété la chanson lors du concert de La Feria à Nuevo Leon en septembre 1993, un jour avant que la chanteuse et Astudillo ne commencent à « mettre les paroles et la mélodie ensemble ». A. B. a vu du potentiel dans la chanson et a « piqué et repiqué ce que Selena avait déjà fait ». Il a rejoint le groupe en tant que co-auteur, écrivant les solos de guitare pour Pérez, ainsi que les arrangements de la chanson. Il a dit que c'était « un peu effrayant », car le projet était le premier du genre. La veille du jour où le groupe devait enregistrer l'album, A. B. a contacté Pérez et lui a demandé s'il serait intéressé à travailler avec Vela sur Ya no, une chanson qu'il avait écrite. Pérez a travaillé avec Vela toute la nuit, improvisant les sons de batterie et programmant la musique, ajoutant des riffs de guitare électrique et complétant le tout avec son propre style musical. Pérez était abasourdi par le fait que, malgré l'aide d'A. B., on lui avait donné le contrôle créatif du morceau.
L'idée du titre de l'album est celle de Selena, bien que Pete Astudillo ait un jour aspiré à écrire une chanson de type telenovela intitulée Amor prohibido (en). Avec A. B. Quintanilla et Astudillo, Selena a commencé à écrire et à enregistrer un titre basé sur une histoire de ses arrière-grands-parents. La chanteuse s'est inspirée de lettres d'amour écrites par son arrière-grand-mère qui racontait son expérience en tant que servante de la famille Calderón, une riche famille d'immigrés espagnols vivant à Nueva Rosita, au Mexique, et son engouement pour leur fils,. Son arrière-grand-mère n'avait pas le droit de nouer une relation avec lui en raison de sa classe sociale et a décrit cette relation comme un « amour interdit ». Astudillo craignait que le père de Selena ne rejette la chanson en raison du contenu lyrique de la désobéissance à ses parents pour rechercher le véritable amour, comme Selena elle-même l'avait fait en s'enfuyant avec Pérez en 1992. Abraham Quintanilla l'a écoutée après que Selena a enregistré le titre et l'a appréciée, il a trouvé que les paroles étaient proches de ce que « beaucoup de familles ont vécu ». Pendant l'enregistrement de la chanson, Selena avait improvisé « oh whoa, baby ». Son frère pense que l'enregistrement n'aurait pas été le même sans cela. Amor prohibido samplait le cencerro, ce qui était voulu par A. B., pour attirer des personnes d'ethnies différentes vers la musique de Selena. L'attention médiatique qui a suivi la mort de Selena a conduit la famille Calderón à Selena et à la chanson Amor prohibido, ils ont rendu visite à la famille pour la première fois et se sont rendus à Corpus Christi. Après être tombé amoureux de Suzette Quintanilla, et avoir appris son mariage en septembre 1993, Vela a écrit ce qu'il ressentait, ce qu'il lui avait caché. La chanson qui en résulte s'intitule No me queda más (en) et est donnée à Selena pour être enregistrée sur l'album. Selon Abraham Quintanilla, Selena a fait preuve d'une grande émotion lors de l'enregistrement du morceau et a été vue en train de sangloter dans le studio d'enregistrement parce qu'« elle savait ce que Vela ressentait pour Suzette ».
Pendant les sessions d'enregistrement de Techno cumbia (en), A. B. Quintanilla a encouragé Selena à rapper avec un accent new-yorkais semblable à celui de Rosie Perez. Lors d'un voyage à New York, il a entendu à la radio le single Back on the chain gang (en) des Pretenders en 1983. Inquiet du manque de matériel que le groupe avait à enregistrer pour l'album, et captivé par l'idée de la retravailler en une chanson cumbia en espagnol, il a demandé à Vela d'écrire une traduction des paroles. Après avoir découvert que Selena avait samplé sa chanson, la chanteuse des Pretenders, Chrissie Hynde, a empêché le groupe de sortir Amor prohibido et a exigé une traduction de Vela avant d'approuver un accord sur les droits. Au moment du refus de Hynde, le groupe avait pour 475 000 dollars de copies en prévente dans un entrepôt, dont Fotos y recuerdos (en). Remarquant qu'il s'agissait du morceau le plus court de l'album, le musicologue James Perone a estimé que la chanson avait « enlevé un peu du bord du texte d'Hynde mais conservé la prémisse de base de Back on the chain gang ». Perone a cité l'arrangement d'A. B. comme « un exemple de son approche latine universelle ».

## Composition
Amor Prohibido contient une collection de styles musicaux plus diversifiée que les travaux précédents de Selena, allant de la ranchera à la musique hip-hop,. Les critiques musicaux estiment qu'il s'agit d'un album de genres variés accessible aux fans de musique latine traditionnelle et contemporaine,. Le musicologue Matt Doeden a trouvé que l'album avait « un nouveau son » dont le but était de plaire à un large public. Perone a trouvé que le mélange de compositions sur l'album était du rock et de la musique de danse, et selon Frank Hoffmann dans l'Encyclopedia of Recorded Sound, l'album a montré le large éventail de styles du groupe. Newsweek a trouvé que la musique d'Amor Prohibido combinait la house music, la cumbia, le rock, le dancehall et la new wave, le tout modernisé sous une forme kaléidoscopique qui incarnait le maelström postmoderne du milieu des années 1990. L'album s'est écarté du « son tex-mex contemporain de base » de Selena. Mario Tarradell, du Dallas Morning News, a cependant estimé que la chanson titre et Bidi bidi bom bom contenaient la personnalité joyeuse et enthousiaste de Selena qui prévalait dans les enregistrements précédents. Les influences musicales de l'album comprennent la salsa, le funk, le R&B, le bubblegum pop, le teen pop, les ballades pop, la techno, une fusion de reggae et de dancehall, le rock, la polka, le conjunto, le flamenco, le mariachi, les corridos et la cumbia tejano, qui y est largement utilisées. L'auteur Ed Morales a remarqué sa représentation du son cumbia déjà établi par le groupe tejano La Mafia, alors que Donald Clarke a trouvé que la prestation de Selena était plutôt un son modernisé riche en synthétiseurss. Si Amor Prohibido est une fusion musicale interculturelle, il n'en reste pas moins un enregistrement tejano authentique, qui utilise un style minimaliste qui était la quintessence de la musique tejano du début des années 1990,,.
Selena a qualifié les enregistrements d'Amor prohibido de « chansons d'amour ou de chansons sur les cœurs brisés ». Sur le plan lyrique, la chanson-titre Amor prohibido résume le fossé social entre une femme pauvre et l'homme de rang inaccessible dont elle est tombée amoureuse. Les paroles ont été analysées par des auteurs, des musicologues et des critiques, qui les ont jugées pertinentes pour les problèmes auxquels est confrontée la communauté LGBT,. Elles sont ambiguës, et ont été interprétées comme représentant une romance interdite entre des couples de même sexe,, la vision de la société moderne sur les relations amoureuses,, et Roméo et Juliette. Une critique parue dans The Monitor a estimé que les paroles dépeignaient l'amour interdit que Selena et Pérez cachaient à son père autoritaire. Sur le plan musical, le titre est « une ballade uptempo émotionnelle » qui met en valeur le côté passionné de la chanteuse. Dans Cobarde, la protagoniste traite son partenaire de lâche lorsqu'elle apprend qu'il n'a pas pu l'affronter après avoir été réticent à propos de sa liaison. Deux autres titres, Ya no et Si una vez, traitent des peines de cœur liées à l'échec d'une relation, la protagoniste de la première chanson refusant rageusement de reprendre un partenaire qui la trompe. Suzette Quintanilla a particulièrement aimé cette dernière parce que Selena a exprimé « cette attitude » dans la chanson.
Tus desprecios a une intrigue typique des enregistrements mariachis, concernant des relations dysfonctionnelles et volatiles. Le morceau utilise le style traditionnel tejano conjunto et comprend de l'accordéon trillant. Perone a écrit que la chanson montrait l'aisance de Selena avec les styles pop, latin et tejano. Un autre titre, No me queda más, utilise le même style que les chansons ranchera, avec une chanteuse qui se tourmente pour la fin d'une relation,. Les paroles explorent un amour non partagé dans lequel une femme souhaite le meilleur pour son ancien amant malgré sa propre agonie,. José Feliciano a exprimé son point de vue sur la chanson, notant un sentiment de tristesse dans les paroles, tout en trouvant des parallèles cognitifs à la vie de Selena, et a remarqué une comparaison des compositions qui sont typiquement enregistrées par Pedro Infante. La voix de Selena a été admirée pour sa puissance et son émotivité, tandis qu'on a trouvé que sa vocalise était feutrée et solennelle et qu'elle était chantée de manière désespérée et émotive,,. Le magazine Hispanic a fait l'éloge des interprétations vocales de Selena dans No me queda más, citant la capacité de la chanteuse à s'attaquer à une telle chanson réservée à des musiciens établis ayant deux fois son âge.
Joe Nick Patoski du New York Times, a reconnu dans la mélodie de Fotos y recuerdos, un groove rock en español entouré d'orgues et de percussions qui transcendaient les sons traditionnels tejano, le son new wave des Pretenders,. Il a également remarqué que la guitare principale de Pérez imitait le style de James Honeyman-Scott (en) des Pretenders. Newsweek a fait l'éloge des solos de guitare de Pérez et des paroles de Fotos y recuerdos qui explorent la romance interdite, avec la chanteuse « chérissant les souvenirs d'une relation ». John LaFollette du Monitor a qualifié les appels simultanés de Selena au multiculturalisme et au commerce dans la chanson « d'aussi américains que la tarte aux pommes ». Le morceau complète les rythmes rock et house avec des cordes pilotées par un synthétiseur et des couches de percussions, notamment des tambours d'acier sous un rythme cumbia,,. Perone a trouvé des suggestions de la Jamaïque, de Cuba et de Trinité-et-Tobago. Techno cumbia présente Selena rappant sur un rythme de cumbia complété par des congas, des hi-hats, des échantillons de techno et de l'EBM,. Patoski a acclamé la nouvelle version du groupe sur le rythme de la cumbia, les échantillons vocaux mis à jour, les tambours inspirés de La Nouvelle-Orléans et les cors tirés de la soca des Caraïbes. Techno cumbia a été salué comme le premier cas réussi d'un prototype de cumbia-rap dans l'industrie. Bidi bidi bom bom, qui s'inspire également de la musique des Caraïbes, présente des arrangements plus lestes et des synthétiseurs moins poussés et aigus que les quatre premières chansons d'Amor prohibido. Infusé de cumbia et de reggae, son titre onomatopéique et ses paroles absurdes suggèrent le son du cœur de Selena qui palpite chaque fois qu'elle pense à son mari,,,,. Les critiques ont loué le caractère entraînant de la chanson et ont noté un sentiment de convivialité dans le morceau,,. Il est musicalement similaire à El chico del apartamento 512 ; Perone a noté un thème récurrent d'attraction pour un jeune homme. L'accroche de cette dernière chanson est plus accessible aux auditeurs dont l'espagnol est limité que celle de Bidi bidi bom bom. Dans El chico del apartamento 512, qualifié d'hymne pop ensoleillé, la protagoniste se fait draguer par plusieurs hommes qui ne l'intéressent pas, à l'exception du garçon de l'appartement 512 de la chanson. Elle trouve assez de courage pour frapper à la porte de ce dernier et se voit répondre par une femme qui lui demande si elle cherche son frère. Pour Perone, la légèreté de la chanson représente un soulagement par rapport aux déchirements et au désespoir qui existent ailleurs dans l'album.

## Sortie et promotion
Amor prohibido est sorti aux États-Unis le 13 mars 1994. La sortie de l'album fait suite à un contrat d'enregistrement avec SBK Records, la division pop d'EMI Latin, qui visait à permettre à Selena d'entrer dans le courant dominant de la musique pop américaine, en novembre 1993,,,,,,,. Après que la nouvelle soit parvenue au magazine Billboard, l'album a fait l'objet d'un article de fond dans ses critiques d'albums qui ont qualifié sa sortie de continuation de sa « série torride ». Mark Holston, du magazine Hispanic, écrit quant à lui que la sortie de l'album renforce sa réputation de chanteuse hispanique majeure des années 1990. Le président d'EMI Latin, José Behar, ayant demandé que l'on améliore leur attrait commercial, le groupe a donné à l'arrangeur argentin Bebu Silvetti la chanson No me queda más pour qu'elle soit retravaillée en un titre de style pop pour la sortie du single en octobre 1994. Amor prohibido a ensuite été réédité avec un autocollant rouge indiquant qu'il comprenait une nouvelle version de la chanson. Dans une interview à Billboard, Behar a déclaré que No me queda más a été « intériorisée » sans affecter l'originalité de son enregistrement. À l'occasion de la célébration des vingt ans de la sortie de la musique de Selena, l'album a été reconditionné et mis en vente sur support physique et numérique le 22 septembre 2002. La version en édition limitée comprenait le duo de Selena avec les Barrio Boyzz sur leur single de 1994 Donde quiera que estés, les clips d'Amor prohibido et de No me queda más, ainsi que des notes de pochette contenant des commentaires et des souvenirs de chaque morceau fournis par la famille de la chanteuse, ses amis et son groupe.
Après avoir participé à Donde quiera que estés, Selena a entrepris une mini-tournée avec les Barrio Boyzz qui lui a permis de visiter New York, l'Argentine, Porto Rico, la République dominicaine et l'Amérique centrale, où elle n'était pas très connue,. En septembre 1994, elle a fait salle comble au D.C. Armory (en) de Washington DC, qui compte 10 000 places, avec une majorité de Centraméricains. Daniel Bueno, qui a organisé l'événement, a déclaré au Washington Post que les Centraméricains détestaient la musique tejano et qu'il pensait que l'ajout de reggae et de musique tropicale à son répertoire l'avait aidée à les attirer. Nelly Carrion, journaliste au Washington Hispanic, a expliqué que le public avait ressenti une forte émotion à l'égard du spectacle de Selena et a souligné que les gens voulaient absolument toucher Selena, ce qui a obligé à suspendre son show. Selena a fait plusieurs apparitions à la télévision et dans des spectacles en direct pour promouvoir Amor prohibido. Sa prestation au Houston Astrodome, le 26 février 1995, a été qualifiée de l'une de ses meilleures. L'événement a été salué par la critique pour avoir battu les records de fréquentation établis par les musiciens de musique country Vince Gill, Reba McEntire et George Strait,. Sa performance dans l'Astrodome a été imitée par Jennifer Lopez dans son rôle de chanteuse dans le biopic de 1997. La chanteuse s'est produite au festival Calle Ocho à Miami, avec une assistance estimée à 100 000 personnes, battant les précédents records d'audience,. Sa prestation dans l'épisode de novembre 1994 de Sábado gigante a été classée parmi les moments les plus mémorables des 53 ans d'histoire de l'émission. Selena a interprété Bidi bidi bom bom, No me queda más, El chico del cpartamento 512, et Si una vez dans le Johnny Canales Show (en), qui a ensuite été publié en DVD dans le cadre des « chansons préférées » de l'animateur. La performance de Selena de Bidi bidi bom bom le 31 juillet 1994, au Six Flags Astroworld a été le sujet d'une vidéo publiée par le Houston Chronicle pour leur segment On this forgotten day. Ramiro Burr, de Billboard, a qualifié la tournée de la chanteuse pour son album de « tour de force ». Les concerts ont fait de Selena l'un des groupes contemporains les plus populaires de la musique latine.
Les titres de l'album ont poursuivi la série de singles numéro un aux États-Unis. La chanson titre, Amor prohibido, est le premier single de l'album sorti le 13 avril 1994. La chanson a atteint la première place du classement Billboard Hot Latin Songs la semaine se terminant le 11 juin — son premier numéro un en tant qu'artiste solo — et est restée en tête du classement pendant neuf semaines consécutives, devenant ainsi le single latino américain le plus populaire,. Il a été certifié 7× platine par la Recording Industry Association of America (RIAA) pour des ventes de 420 000 unités numériques. Bidi bidi bom bom a suivi en juillet, atteignant le sommet du classement dans sa onzième semaine le 29 octobre, il est resté numéro un pendant quatre semaines consécutives, et a été certifié 9× platine par la RIAA pour des ventes de 540 000 copies numériques. No me queda más est sorti en novembre et a atteint la première place pendant sept semaines non consécutives. Le single s'est mieux comporté en 1995, restant dans le top 10 du hit-parade des chansons latines pendant douze semaines consécutives, ce qui lui a valu le titre de single latino américain le plus populaire de Billboard cette année-là. Le titre a été certifié quadruple platine par la RIAA pour des ventes numériques de 240 000 unités. Le dernier single de l'album, Fotos y recuerdos, sorti en janvier 1995, a atteint la première place après la mort par balle de Selena le 31 mars 1995. Au moment de sa mort, la chanson était à la quatrième place. Elle a atteint et conservé la première place du classement Hot Latin Songs pendant sept semaines, terminant l'année comme le deuxième titre le plus joué aux États-Unis. La chanson a été certifiée platine par la RIAA pour des ventes numériques de 60 000 exemplaires. Bien qu'ils ne soient pas sortis en tant que singles d'Amor prohibido, Techno cumbia a été certifié platine par la RIAA pour des ventes de 60 000 unités numériques, El chico del apartamento 512 a été certifié double platine pour avoir vendu 120 000 exemplaires, tandis que Si una vez a reçu une certification triple platine pour 180 000 exemplaires vendus.
Mario Tarradell du Dallas Morning News a écrit que les singles d'Amor prohibido ont élevé Selena au rang de succès sur les radios latines dont les promoteurs n'avaient pas pris la chanteuse au sérieux auparavant. Bidi bidi bom bom a été classée numéro 54 sur la liste du Dallas Observer des meilleures chansons texanes de tous les temps. La chanson a été inscrite comme mention honorable sur la liste des dix meilleures chansons tejano de tous les temps de Billboard, tandis que No me queda más s'est classée neuvième. Lisa Leal de KVTV a déclaré que cette dernière et Bidi bidi bom bom, continuent d'être populaires auprès des fans et sont les équivalents en espagnol du single des Beatles de 1965, Yesterday, en termes de popularité auprès des fans. L'auteur Kristine Burns considère également que les deux singles susmentionnés ont contribué à la croissance de la base de fans de Selena. Bidi bidi bom bom a été la chanson d'Amor prohibido la plus jouée sur les radios mexicaines, et reste un standard de la pop latine et américaine. Fotos y recuerdos a été reconnu comme le « morceau de danse le plus connu » de la chanteuse, tandis qu'Amor prohibido était populaire sur les radios des pays hispanophones,. Techno cumbia, considéré comme une valeur sûre dans les années 1990 pour les réunions de famille dans le sud du Texas, est considéré par les musicologues comme le fer de lance d'un nouveau style de musique,,,,,. À la suite du 16e anniversaire de la sortie de l'album, un sondage des lecteurs de The Monitor a vu les participants choisir No me queda más et Fotos y recuerdos comme leurs meilleurs choix, disant qu'ils « aimaient le sentiment et la musicalité de ces deux chansons ». Trois titres d'Amor prohibido se sont classés dans la liste des plus grandes chansons latines de tous les temps de Billboard en 2016, notamment No me queda más à la 13e place, Fotos y recuerdos à la 29e place et Amor prohibido à la 46e place. La majorité des enregistrements que l'on retrouve sur l'album ont été considérées comme les chansons phares de Selena,,

## Accueil

### Critiques
La grande majorité des critiques contemporaines ont été positives. Les critiques du New York Times ont massivement salué l'album : Peter Watrous a estimé qu'il restait fidèle à son « électorat campagnard et ouvrier » et Greg Kot a loué sa « vivacité contemporaine »
, tandis que Joe Nick Patoski a salué Amor prohibido comme un enregistrement « décisif » d'un supergroupe au sommet de son art. D'autres, comme Stephen Thomas Erlewine et James Perone d'AllMusic, ont d'abord critiqué l'album avant de le considérer positivement. Perone pensait que l'album avait « l'air daté », malgré les nombreuses preuves de l'attrait de la chanteuse, tandis qu'Erlewine le qualifiait de « légèrement inégal » et louait le succès de Selena à enregistrer les morceaux les plus faibles. Erlewine le décrira plus tard comme l'album le plus fort de Selena, et une introduction efficace à son travail qui mettait en évidence son interprétation réussie du son tejano.
Le son de l'album a reçu des critiques positives. Décrit par l'auteur Ed Morales comme une « évolution subtile », et par le Dallas Morning News comme « délicieusement infectieux, fredonnable et ultra convivial pour la radio », les morceaux ont été résumés et loués par The Monitor comme « romantiques, charmants et exubérants ». Billboard a qualifié le son de l'album de transparent pour ceux qui ne sont pas familiers avec sa diversité musicale, tandis que le Houston Chronicle s'est émerveillé de la capacité d'Amor prohibido à conserver un son innovant jusqu'au XXIe siècle, un son qui était « à des années-lumière » des contemporains de la chanteuse. L'alto séduisant de la chanteuse a été décrit comme étant au sommet de son expression. Le San Antonio Express-News a fait l'éloge du groupe comme étant à son « apogée créative », tandis que la production d'A. B. Quintanilla a été soulignée par le Rolling Stone qui l'a qualifiée de « son Selena » qui aurait fait de la chanteuse une force dominante dans les charts musicaux si elle n'était pas morte. Amor prohibido laissait entrevoir un « potentiel pop », une opinion reprise par l'auteur Matt Doeden, qui estimait que l'enregistrement montrait le potentiel de Selena à devenir la première musicienne pop du genre.
De nombreux critiques ont trouvé que l'album était le meilleur travail de Selena,,,, le qualifiant de « couronnement de son groupe ». D'autres critiques ont qualifié l'œuvre d'« album à succès » de la chanteuse,, d'album signature, de sortie « définissant sa carrière », de son disque « le plus intéressant » et « le plus élégant »,, d'« album île déserte » pour les fans, le qualifiant de « cran supérieur » dans sa carrière, de « point de repère », d'enregistrement « victorieux », d'« hymne régional sulfureux » et de « sensation du jour au lendemain ».

### Reconnaissance
À l'époque de sa sortie, Amor prohibido est considéré comme très populaire dans les communautés hispaniques, bien qu'il illustre une division générationnelle au sein du marché tejano de l'époque. Les musiciens trouvaient le tejano contemporain plus sophistiqué et remarquaient qu'il n'était pas nécessaire d'explorer leurs racines pour avoir des enregistrements à succès. La production musicale d'A. B. Quintanilla consistant à fusionner et à mélanger des compositions musicales urbaines, a révolutionné la musique tejano,. Avec cet album, Selena a porté la musique tejano à des niveaux sans précédent de succès grand public,,, L'album est considéré comme l'un des premiers enregistrements latins appréciés aux États-Unis pendant l'explosion latine des années 1990, une période connue comme l'âge d'or de la musique latine qui a été alimentée par la mort de la chanteuse en 1995. Amor prohibido a popularisé la musique tejano auprès d'un public plus jeune et plus large qu'à tout autre moment de l'histoire du genre,,. L'album a joué un rôle déterminant dans la popularisation de cette musique et a été crédité pour « mettre la musique tejano sur la carte ». Il est considéré comme le premier disque que de nombreuses jeunes femmes hispaniques ont acheté « avec des paroles dans la langue dans laquelle leur sang est enraciné ». Avec Amor prohibido, Selena a donné une voix et exposé les expériences des Latinos aux États-Unis. Au moment de sa sortie, l'album visait à dépasser les limites de l'industrie musicale, pour devenir finalement « un symbole culturel sans âge ».
Après la sortie de l'album, Selena a été considérée comme « plus grande que le tejano lui-même », et a été créditée d'avoir fait tomber les barrières sur le marché de la musique latine,. Amor prohibido a fait de Selena une figure de la musique pop américaine. Les critiques ont estimé que l'enregistrement l'a élevée parmi les femmes les plus importantes du secteur de la musique latine et l'a établie en tant qu'interprète principale parmi les jeunes chanteurs ayant un attrait pour le grand public,. Mario Tarradell du Dallas Morning News a estimé que Selena avait « conquis le paysage de la pop latine », tandis que Herón Márquez l'a qualifié de « succès historique ». Dans un numéro de Billboard de novembre 1994, Amor prohibido a été cité, parmi d'autres enregistrements latins, comme un exemple pour montrer que les Latinos américains étaient capables de vendre des albums sur les marchés anglophones des États-Unis qui avaient historiquement négligé la musique latine. Selon Gisela Orozco du Chicago Tribune, Selena est devenue la musicienne tejano la plus célèbre après la sortie de l'album. L'album a été joué dans son intégralité lors du 25e anniversaire du D.C. Latino Festival en juillet 1995, qui a suivi sa mort en mars de la même année.
L'album figure sur la liste de Tom Moon des 1 000 enregistrements à écouter avant de mourir (1,000 Recordings to Hear Before You Die: A Listener's Life List (2008)). Le Seattle Post-Intelligencer a inclus Amor prohibido dans sa liste des albums les mieux produits de 1994, tandis que le Houston Press l'a placé dans sa liste des meilleurs albums texans des trente dernières années. Il a été classé neuvième sur dix dans la liste des meilleurs albums de musique latine des années 1990 établie par le critique de musique latine Mario Tarradell. BuzzFeed l'a classé à la 22e place de sa liste des « 35 albums latinos de la vieille école que vous avez probablement oubliés ». Le magazine Billboard l'a classé parmi les enregistrements latinos les plus essentiels des cinquante dernières années, et l'a inclus dans sa liste des cent meilleurs albums de tous les temps. En 2017, NPR l'a classé au numéro 19 de sa liste des 150 plus grands albums réalisés par des femmes, l'album le mieux classé d'une artiste latine et le neuvième enregistrement le mieux classé d'une femme de couleur. Des organes de musique et de médias, BuzzFeed, Billboard et Apple Music, ont commémoré le 25e anniversaire de l'album en mars 2019. D'autres médias, comme Entertainment Tonight et le Houston Chronicle, ont interviewé Jennifer Lopez, Ally Brooke, Cierra Ramirez, Natti Natasha, Anitta, Farina (en), Ángela Aguilar, Becky G et Kam Franklin (en) sur Amor prohibido et l'impact de la chanteuse sur leurs carrières,. Dans une interview avec Billboard, la chanteuse mexicaine Danna Paola a raconté comment l'album a été le premier album qu'elle a acheté. Le chanteur soul américain Kam Franklin a qualifié le disque de « l'un des plus grands albums de tous les temps ». Dans l'édition actualisée du magazine Rolling Stone intitulée « Les 500 plus grands albums de tous les temps selon Rolling Stone » (The 500 greatest albums of all time), il se classe à la 479e place.

### Récompenses
Selena a dominé les Tejano Music Awards 1995, remportant toutes les catégories dans lesquelles elle était éligible. Amor prohibido a remporté le Tejano Music Award de l'album de l'année, tandis que la chanson titre a remporté le disque de l'année et le single de l'année. Bidi bidi bom bom a été la chanson de l'année, tandis que Techno cumbia a reçu le prix de la meilleure chanson crossover. Amor prohibido a été nommé pour le meilleur album mexicano-américain lors de la 37e cérémonie annuelle des Grammy Awards. Le critique musical Chuck Philips a estimé que Selena était « la candidate politiquement correcte » pour remporter le Grammy, « avec toute la couverture médiatique qu'elle a reçue au cours des deux dernières années ». Au Premio Lo Nuestro 1995, l'album a remporté le prix du meilleur album régional mexicain et son single titulaire celui de la chanson régionale mexicaine de l'année. Lors de la deuxième édition des Billboard Latin Music Awards en 1995, l'album a remporté le prix de l'album régional mexicain de l'année, catégorie féminine, et la chanson éponyme le prix de la chanson régionale mexicaine de l'année, tandis que No me queda más a reçu le prix de la vidéo musicale de l'année. L'album a été nommé pour l'album de l'année aux Desi Entertainment Awards de 1995, tandis que la chanson éponyme a été nommée pour la chanson en langue espagnole de l'année. Lors des Pura Vida Hispanic Music Awards de 1995, les professionnels de l'industrie musicale ont voté pour le meilleur album de l'année, qu'ils ont attribué à Amor prohibido ainsi qu'à Bidi bidi bom bom, qui a remporté les prix du clip de l'année et de la chanson de l'année.

### Performances commerciales

#### Dans les hitparades
Amor prohibido a débuté à la troisième place du classement Billboard Top Latin Albums des États-Unis la semaine se terminant le 9 avril 1994. La semaine suivante, il s'est hissé à la deuxième place et a enregistré la plus forte hausse des ventes pour cette semaine-là. Dans une interview avec Billboard, A. B. Quintanilla était frustré que l'album n'ait pas encore atteint la première place. Il a expliqué qu'ils étaient limités dans leurs capacités avec la musique tejano et a parlé de son excitation quand Amor prohibido a finalement atteint la première place du classement, disant que l'événement « était une grande chose [pour nous] ». L'album s'est hissé à la première place lors de sa dixième semaine, devenant ainsi le deuxième album à occuper la première place du tout nouveau Top Latin Albums, détrônant Mi tierra (en) de la chanteuse cubaine Gloria Estefan. Les ventes ont été si importantes qu'il a failli entrer dans le Billboard 200 américain et est devenu le premier disque tejano à atteindre la première place du classement des meilleurs albums latins. L'événement a fait de Selena « l'artiste la plus chaude du marché latino ». La semaine suivante, l'album est entré à la 183e place du Billboard 200, devenant le premier disque d'un artiste non crossover à y parvenir depuis l'album Aries (1993) du chanteur mexicain Luis Miguel. L'album est également devenu le premier enregistrement d'une chanteuse tejano à figurer dans le Billboard 200. Mario Tarradell du Dallas Morning News a qualifié l'événement de « révolutionnaire » et l'a désigné comme l'un des enregistrements latins les plus populaires de 1994. Amor prohibido et Mi tierra ont alterné entre la première et la deuxième position du classement des meilleurs albums latins pendant cinq semaines consécutives.
Le 16 juillet, l'album a débuté à la 18e place du classement américain Billboard Heatseekers Albums et s'est classé à la première place dans la région South Central United States. En mai 1994, il avait dépassé les ventes des autres albums tejano concurrents et était en tête de la liste des disques tejano les plus vendus en 1994. Amor prohibido est devenu le troisième album de la chanteuse à dépasser les hommes sur le marché tejano qui, historiquement, n'étaient pas concurrencés par les femmes. Dans les 19 semaines suivant sa sortie, l'album a dépassé les ventes de ses précédents enregistrements. Il se vend à 2 000 unités par semaine au Mexique, tandis que Selena commence à avoir des fans au Canada. En novembre 1994, un rapport de Billboard montre que la chanteuse est l'une des meilleures ventes au Mexique. L'album a terminé l'année 1994 comme le quatrième album latin le plus vendu aux États-Unis et l'album régional mexicain le plus vendu. Après 48 semaines à la première place du classement Billboard des albums mexicains régionaux, il a été remplacé par Rompiendo barreras de Bronco. L'enregistrement est devenu le deuxième album tejano à atteindre des ventes de 500 000 exemplaires en fin d'année, un exploit qui n'avait été accompli auparavant que par La Mafia. Malgré cela, Nielsen Soundscan a indiqué que l'enregistrement s'était en fait vendu à 184 000 unités en avril 1995,,. Selon José Behar, les chiffres de vente fournis par Nielsen Soundscan ne tiennent pas compte des ventes dans les petits magasins spécialisés dans la musique latine,. Avant l'assassinat de Selena en mars 1995, l'album est resté dans le top 5 du classement des meilleurs albums latins pendant 53 semaines consécutives. Les ventes de l'album au cours des quatre semaines précédant sa mort étaient légèrement supérieures à 2 000 unités par semaine. La semaine précédant immédiatement sa mort, Amor prohibido s'est vendu à 1 700 unités. Au Mexique, il s'est vendu à 400 000 unités en avril 1995, et a ensuite été certifié or,.

#### Performance commerciale posthume
L'attention médiatique avait contribué à augmenter les ventes d'Amor prohibido ainsi que celles de son ancien catalogue. En conséquence, EMI Latin a augmenté la production des albums de la chanteuse dans ses usines de Los Angeles, en Californie, et de Greensboro, en Caroline du Nord. Dans les heures qui ont suivi sa mort, c'était l'album le plus demandé par les personnes qui cherchaient ses œuvres dans les magasins de musique. Un détaillant de musique d'Austin, au Texas, a expliqué que l'album s'était vendu à plus d'unités au cours du premier mois suivant sa mort « qu'il ne l'avait fait pendant toute l'année où il était sorti ». À McAllen, au Texas, les magasins de musique ont indiqué que les gens achetaient les œuvres précédentes de la chanteuse plutôt qu'Amor prohibido, citant le fait que « la plupart des fans ont déjà son dernier [album] ». Les magasins de musique de Washington DC, auraient épuisé Amor prohibido dans les jours qui ont suivi son assassinat. L'album a atteint la première place pour la cinquième fois le 15 avril 1995, avec des ventes de 112 040 unités, soit une augmentation de 580 % par rapport à la semaine précédente. Le disque est ensuite rentré dans le Billboard 200 à la 92e place et à la première place du classement régional des albums mexicains. L'album s'est vendu à 28 238 unités supplémentaires (soit une augmentation de 136 %) et s'est hissé à la 36e place du classement Billboard 200. Il a atteint la 29e place au cours de sa cinquième semaine dans le Billboard 200. Il s'agit d'un « exploit rare » pour un album non anglophone aux États-Unis. L'album est passé de la 20e à la 6e place sur la liste des albums les plus vendus en Californie du Sud dans la semaine qui a suivi sa mort. L'enregistrement s'est finalement classé deuxième sur la liste des albums les plus vendus dans l'État. Dans un rapport de juin 1995, Amor prohibido était le deuxième disque le plus vendu à Porto Rico. Ce dernier et son album studio de 1992 Entre a mi mundo, ont vu leurs ventes augmenter de 1 250 % dans les huit semaines qui ont suivi son assassinat. L'album a contribué à augmenter les ventes des disquaires locaux au Texas qui « vendaient plus que lorsque [Selena] était vivante ». L'album est resté à la première place du classement des meilleurs albums latins pendant 16 semaines après sa mort, jusqu'à ce que l'album Dreaming of you le remplace le 5 août. L'album est resté derrière ce dernier pendant sept semaines. À la fin de l'année 1995, Amor prohibido s'est classé deuxième derrière Dreaming of you en tant qu'album latin le plus vendu cette année-là, et est resté l'album régional mexicain le plus vendu pendant trois années consécutives.
Après 98 semaines, l'album a quitté le top 5 du classement des meilleurs albums latins, mais il est resté dans le top 10 pendant 12 semaines supplémentaires. Amor prohibido détient le record du nombre de semaines passées à la première place du classement des albums régionaux mexicains, soit 97 semaines,, et est le seul album à avoir atteint la première place au cours de quatre années civiles différentes,,. Il est devenu le neuvième album latin le plus vendu en 1996, et s'est classé deuxième album latin le plus vendu en 1997, tandis qu'en 1998, il s'est classé troisième. Les critères révisés de Billboard l'ont rendu inéligible pour le classement des meilleurs albums latins et des albums régionaux mexicains le 18 janvier 1997. L'album a été retiré de la liste et a commencé à figurer dans le nouveau classement Latin Catalog Albums, en deuxième position. Depuis 1997, l'album a passé 13 semaines non consécutives à la première place du classement Latin Catalog Albums, dont trois semaines en 2010. À la suite d'une autre révision de son palmarès des albums latins, Billboard a levé l'interdiction des albums de catalogue dans son palmarès, qui durait depuis deux décennies, à partir du 11 février 2017 ; Amor prohibido a réintégré le palmarès des meilleurs albums latins et des albums régionaux mexicains après 20 ans,,. Encore populaire aujourd'hui, Nielsen SoundScan a indiqué que c'était le neuvième disque latin le plus vendu en 2016. Après sa révision, il a récupéré la première place du classement des albums régionaux mexicains en mai 2017. Il a été le premier album d'une femme à revendiquer la première place depuis Paloma negra desde Monterrey (en) (2016) de Jenni Rivera. Amor prohibido est devenu le dernier album d'une femme à revendiquer la première place jusqu'à ce que la fille de Rivera, Chiquis Rivera (en), fasse ses débuts en tête du classement en mars 2018. En 2018, l'album a passé vingt semaines en tête du classement des meilleurs albums latins, ce qui représente la neuvième durée la plus longue qu'un album ait passée à la première place. Il a passé 111 semaines dans le top 10 du classement Top Latin Albums, ce qui représente le deuxième plus grand nombre de semaines derrière Formula, Vol. 2 (en) (2014) du chanteur américain Romeo Santos.
En mai 1995, la Recording Industry Association of America (RIAA) a certifié l'album or, pour des ventes de 500 000 unités. Trois semaines plus tard, il est certifié platine pour des ventes d'un million d'unités. Amor prohibido est devenu le premier disque tejano à recevoir une certification de platine. Le Sydney Morning Herald a qualifié l'événement d'exploit pour un album en espagnol qui n'était pas « la langue de prédilection de l'industrie musicale ». En juin 1995, il s'était vendu à 1,5 million d'unités aux États-Unis, dont 100 000 pour le seul Porto Rico. En novembre 2017, l'album avait été certifié 36× platine, dénotant 2,14 millions d'unités équivalentes à l'album vendues. Amor prohibido est le deuxième album latin le plus certifié aux États-Unis, après son album posthume Dreaming of you (1995). C'est le quatrième album latin le plus vendu de tous les temps aux États-Unis, avec plus de 1,246 million d'exemplaires vendus jusqu'en octobre 2017. L'album s'est vendu à plus de 2,5 millions d'exemplaires dans le monde. L'enregistrement a été classé comme l'album tejano le plus vendu des années 1990, et l'album tejano le plus vendu de tous les temps,,.

## Liste des titres
| 1.    | Amor prohibido (en)               | Selena, A. B. Quintanilla, Pete Astudillo | A. B. Quintanilla, Jorge Alberto Pino, Bebu Silvetti, Gregg Vickers | 2:49 |
| 2.    | No me queda más (en)              | Ricky Vela                                | A. B. Quintanilla, Bebu Silvetti                                    | 3:17 |
| 3.    | Cobarde                           | José Luis Borrego                         | José Luis Borrego                                                   | 2:50 |
| 4.    | Fotos y recuerdos (en)            | Chrissie Hynde, Ricky Vela                | A. B. Quintanilla                                                   | 2:33 |
| 5.    | El chico del apartamento 512 (en) | A. B. Quintanilla, Ricky Vela             | A. B. Quintanilla                                                   | 3:28 |
| 6.    | Bidi bidi bom bom (en)            | Selena, Pete Astudillo, A. B. Quintanilla | A. B. Quintanilla                                                   | 3:25 |
| 7.    | Techno cumbia (en)                | A. B. Quintanilla, Pete Astudillo         | A. B. Quintanilla                                                   | 3:43 |
| 8.    | Tus desprecios                    | A. B. Quintanilla, Ricky Vela             | A. B. Quintanilla                                                   | 3:24 |
| 9.    | Si una vez (en)                   | A. B. Quintanilla, Pete Astudillo         | A. B. Quintanilla                                                   | 2:42 |
| 10.   | Ya no                             | A. B. Quintanilla, Ricky Vela             | A. B. Quintanilla                                                   | 3:56 |
| 32:40 |                                   |                                           |                                                                     |      |

| 11. | Donde quiera que estés (en) (duo avec Barrio Boyzz)                                                     | K. C. Porter, Miguel Flores, Desmond Child | A. B. Quintanilla, Domingo Padilla, Bebu Silvetti | 4:29  |
| 12. | Spoken liner notes (Commentaires et souvenirs fournis par la famille de Selena, ses amis et son groupe) | Nir Seroussi                               | Suzette Quintanilla                               | 24:02 |
| 13. | Amor prohibido (clip vidéo)                                                                             | Selena, Pete Astudillo                     | Sean Roberts                                      | 2:50  |
| 14. | No me queda más (clip vidéo)                                                                            | Ricky Vela                                 | Sean Roberts                                      | 3:49  |

## Membres du groupe
Crédits adaptés de la pochette Cd d'Amor prohibido.
Chant
- Selena – chant, chœur, composition
- Stephanie Lynn, Rick Alvarez, « Rock 'n' Roll » James – chœurs

Visuels et images
- Lisette Lorenzo – direction artistique
- Maurice Rinaldi – photographie

Instruments
- Suzette Quintanilla – batterie, production
- Chris Pérez – guitare électrique, arrangement
- A. B. Quintanilla – basse, bajo sexto
- Henry Gomez – guitare
- Joe Ojeda – guitare, arrangement
- Ricky Vela – claviers, programmation, arrangement, composition|
- Johnny Saenz – accordéon
- Rafael Gasca – trompette
- Rene Gasca – trompette
- Gilbert Garza – trombone

Technique et production
- A. B. Quintanilla – composition, production, programmation, mixage, arrangement
- Jorge A. Pino – producteur exécutif
- Brian « Red » Moore – ingénieur, mixage
- Nir Seroussi – édition
- Guillermo J. Page – production réédition
- Bebu Silvetti – arrangement, production